# Христоф Еберхард Нестле
Еберхард Нестле (нім. Eberhard Nestle; 1 травня 1851, Штутгарт – 9 березня 1913, Штутгарт) — німецький бібліографічний вчений, сходознавць.

## Біографія
Крістоф Ебергард Нестле народився 1 травня 1851 року в місті Штутгарті в родині судового службовця. Здобув освіту в богословської семінарії, після якої вступив до Тюбінгенського університету, де з 1869 по 1874 роки вивчав мови сходу. Під час Франко-пруської війни 1870-1871 років Нестле перервав навчання і пішов добровольцем на фронт, де служив у військово-польовому госпіталі. Повернувшись з війни, продовжив навчання і через три роки успішно захистив докторську дисертацію, присвячену порівнянні єврейських і грецьких текстів «Книги пророка Єзекіїля».
Після закінчення університету Крістоф Ебергард Нестле служив пастором у місті Лондоні, і одночасно з цим вивчав сирійську палеографії в історико-археологічному музеї Британської імперії в Блумсбері. З 1877 по 1880 роки К. Е. Нестле викладав семітські мови і Старий Завіт в альма-матер, а з 1883 року став учителем в гімназії в місті Ульм. У 1898 році став професором, а незадовго до смерті і директором євангельської семінарії (нім. «Evangelische Seminare Maulbronn und Blaubeuren») в Баден-Вюртемберзі.
Серед найбільш відомих праць Нестле: 
- «D. israelitischen Eigennamen »(1876);
- «Conradi Pellicani de modo legendi Hebr.» (1877);
- «Psalterium Tetraglottum» (1879);
- 6 і 7 видання Септуагінти Тішендорф (1890, 1897);
- «Septuaginta-Studien» (I-V, 1896-97, 1899, 1903, 1907);
- «Bibelübersetzungen» — велика монографія про грецьких, латинських, самарітанскіх, арабських, перських, сирійських, єврейських, арамейських, німецьких і голландських версіях Святого Письма (в PRE., III, 1-179).

Крістоф Ебергард Нестле помер 9 березня 1913 року в рідному місті .
Був одружений з Кларою Коммерел (1852-1887); їхній син Ервін (1883-1972) продовжив справу батька і теж став протестантським біблеїстом. Завдяки йому були опубліковані ряд праць батька, які той не встиг підготувати до публікації за життя. Після смерті першої дружини одружився з Елізабет Айхеля (1867-1944), вона народила ще одного сина і п'ять дочок.

## Праці
- Psalterium tetraglottum graece, syriace, chaldaice et latine (1879);
- Syrische grammatik mit litteratur, chrestomathie und glossar (1888);
- Veteris Testamenti graeci codices Vaticanus et Sinaiticus cum texto recepto collati, 1880, 2. Aufl. (1887);
- Marginalien und Materialen (1893)
- A Palestinian Syriac Lectionary containing lessons from the Pentateuch, Job, Proverbs, Prophets, Acts, and Epistles (1897);
- Vom Textus Receptus des griechischen neuen Testaments: Ein erweiterter Vortrag (1903)
- Einführung in das griechische Neue Testament, 3. Aufl. (Göttingen: 1909).